# 千葉紗子
千葉 紗子（ちば さえこ、1977年8月26日 - ）は、日本の女性声優。青森県八戸市生まれ、東京都出身。フリー。

## 経歴
当初は叔母が千葉を宝塚歌劇団に入団させたかったようで、幼い頃からバレエ教室に行かされてた。小さい頃は人前に出るのが嫌だったという。小学校時代のニックネームは「ちーちゃん」だった。1993年に宝塚歌劇団を目指して川路真瑳バレエスタジオに通い、場慣れの意味も込めて中学3年時に宝塚音楽学校を受験するも不合格。
中学時代、学校の友人に「南青山少女歌劇団」のことを教えてもらい、初めて公演を観ていた。その時に千葉と同じ年ごろの女の子たちが、プロとして舞台に立っていることが衝撃的だった。それでオーディションを受けて、1994年「南青山少女歌劇団」4期生として入団。同歌劇団『聖歌物語』では主役に抜擢されるなど多数の舞台に出演。1995年には、アニメ『魔法騎士レイアース』関連商品の実写テレビCMに、同歌劇団の広橋佳以（かい）・飯田未（ひでみ）と共に出演（鳳凰寺風役）。1996年のゲーム『おまかせ!退魔業（セイバーズ）』では、前述の縁から、広橋・飯田とのユニット「FEEL」として実写で出演。また同作品の主題歌『男なら』でCDデビューを果たしたが、年齢の規定により、同歌劇団を卒団。その後、スペースクラフトに所属していた。
1998年4月に、広井王子企画のミュージカル『サクラ大戦〜花咲く乙女〜』の主役・野々村春香役に抜擢されて出演。このとき広井に誘われ、ゲーム『北へ。White Illumination』に声優として初出演（世に出たのは後述のアニメ『彼氏彼女の事情』が先となる）。10月に、アニメ『彼氏彼女の事情』の佐倉椿役として、初めてアニメに声優として出演した。
1999年2月27日、シングル『恋の奇跡』にて、ソロ歌手としてもデビューをする。
2001年3月に、アニメ『Dr.リンにきいてみて!』の神崎明鈴役で、初めてアニメにおいて主役を演じた。8月26日、ファンクラブ「S.C.CLUB はぴごららんど」設立。
2003年秋に、デュオ「tiaraway」として、劇団の後輩南里侑香と活動。なおtiarawayは2005年3月6日に解散した。
2006年3月に、前年（2005年）の日記をまとめたブログ本『Happydays』（はっぴーでいず）を出版。12月31日に、自身のファンクラブ「S.C.CLUB はぴごららんど」を解散。
2007年8月27日、30歳を迎えると同時にブログで結婚を発表。翌年以降、アニメ『ストライクウィッチーズ』の坂本美緒役を降板するなど、声優としての活動を一時休業した時期もあったが、現在も声優として活動を続けている。

## 人物・エピソード
特技はルービックキューブ、フルートの演奏。動物ではイヌが好きという。
東京都立代々木高等学校を卒業しているが、これは南青山少女歌劇団にて芸能活動を始めるにあたり、高校2年時に私立の女子校から同校に編入したためである。代々木高校在籍当時の同校校長・星野佳正のエッセイ『くずかごの中の詩―都立代々木高校のある青春』の作中、修学旅行のエピソードに登場する少女は、千葉である。
イベントなどで絵を描く時があったが、その絵がとても個性的なことから「画伯」とも呼ばれたりしていた。千葉のイベントでは、挨拶として「にょきすく〜♪」が、比較的よく使用された。これは元々、千葉のオフィシャルサイトの掲示板の挨拶であった。「掲示板をにょきにょきすくすく育てて（盛り上げて）下さいね」という意味が込められていて、それが挨拶として定着したものである。
学生時代に得意だった科目は数学、苦手な科目は社会科全般。
座右の銘は「やればできる!」。
母は昔は美容師だったこともあり、声優として活動していなかったら美容師と語る。3つ上の兄がいる。

## 代役・後任
千葉の休業のため、置かれた代役・後任は以下の通り。これらの引き継がれた役に関しては、活動再開後も復帰しておらず、降板となっている。
| 後任       | 役名     | 作品                       | 後任の初出演                |
| ---------- | -------- | -------------------------- | --------------------------- |
| 世戸さおり | 坂本美緒 | 『ストライクウィッチーズ』 | 『ストライクウィッチーズ2』 |
| 大原さやか | 加納紅葉 | 『絶対可憐チルドレン』     | 『THE UNLIMITED 兵部京介』  |

## 出演
太字はメインキャラクター。

### テレビアニメ
1998年
- 彼氏彼女の事情（佐倉椿）

2000年
- Sci-Fi HARRY（エリオット）
- ブギーポップは笑わない Boogiepop Phantom（笹岡陽子）

2001年
- おとぎストーリー 天使のしっぽ（2001年 - 2003年、キツネのアカネ） - 2シリーズ
- 砂漠の海賊!キャプテンクッパ（すいか）
- Dr.リンにきいてみて!（2001年 - 2002年、神崎明鈴）
- パワーパフガールズ（少年、少女、ビリー少年、小妖精、町の女、女、園児、リポーター、女の子、ジュリー、女の市民、マリア）
- PROJECT ARMS（同級生、生徒）
- 名探偵コナン（2001年 - 2011年、女の子A、白石優華、和泉真帆）

2002年
- キ・ファイターテラン（ティプル）
- デュエル・マスターズ（2002年 - 2006年、真中紗雪） - 2シリーズ
- ヒートガイジェイ（キョウコ・ミルシャン）
- プラトニックチェーン（田中ひとみ）
- 円盤皇女ワるきゅーレ（2002年 - 2003年、七村秋菜） - 2シリーズ

2003年
- AVENGER（メイプル）
- ウルトラマニアック（織原麻耶 / マヤ・オルフェリア、犬のタマコ）
- クロノクルセイド（アズマリア・ヘンドリック）
- ななか6/17（風祭千恵）
- 成恵の世界（八木はじめ）

2004年
- 愛してるぜベイベ★★（久保田あゆみ）
- くじびきアンバランス（律子・キューベル・ケッテンクラート）
- げんしけん（館内アナウンサー）
- W〜ウィッシュ〜（鳳つばさ）
- 超重神グラヴィオンZwei（フェイ・シンルー、少年期の天空侍斗牙）
- テニスの王子様（伊集院クルミ）
- とっとこハム太郎 はむはむぱらだいちゅ!（ラピスちゃん）
- 舞-HiME（玖我なつき）
- MADLAX（キアラ）
- ロックマンエグゼ シリーズ（2004年 - 2006年、ジャスミン） - 2シリーズ

2005年
- 苺ましまろ（伊藤千佳）
- ガン×ソード（プリシラ）
- ガンパレード・オーケストラ（菅原乃恵留）
- 極上生徒会（カレン斎藤）
- ツバサ・クロニクル（2005年 - 2006年、織葉） - 2シリーズ
- ノエイン もうひとりの君へ（長谷部アイ）
- ピーチガール（安達もも）
- BUZZER BEATER（クレア）
- 舞-乙HiME（ナツキ・クルーガー）

2006年
- 地獄少女（村井優子）
- 怪 〜ayakashi〜「天守物語」（お静）
- 銀色のオリンシス（マリカ）
- コードギアス 反逆のルルーシュ（2006年 - 2008年、ニーナ、千葉） - 2シリーズ
- スパイダーライダーズ シリーズ（2006年 - 2007年、コロナ） - 2シリーズ
- 妖逆門（かがり）
- 護くんに女神の祝福を!（2006年 - 2007年、藤田美月）
- MÄR-メルヘヴン-（ミスティ・アイドゥ）
- RAY THE ANIMATION（武川杏奈）

2007年
- げんしけん2（律子・キューベル・ケッテンクラート）
- ご愁傷さま二ノ宮くん（霧島しのぶ、奥城たすく〈少年期〉）
- GR-GIANT ROBO-（マリア・ヴォイニッチ）
- しゅごキャラ!（2007年 - 2010年、藤咲なでしこ / 藤咲なぎひこ） - 3シリーズ
- それいけ!アンパンマン（オムライスくん〈2代目〉）
- 天保異聞 妖奇士（清花）
- D.Gray-man（リーザ）
- ドラゴノーツ -ザ・レゾナンス-（ウィドー）
- ながされて藍蘭島（あやね、かおり、かもかも）
- NANA（篠田美雨）
- のだめカンタービレ（石川伶奈）
- BUZZER BEATER（日本テレビ版）（クレア）
- ぼくらの（チズ姉）
- 魔人探偵脳噛ネウロ（早見笙子）
- みなみけ（2007年 - 2013年、速水、ヒロコ） - 4シリーズ
- REIDEEN（碧乃玲）

2008年
- クリスタル ブレイズ（ソフィア）
- ケメコデラックス!（葵ちゃん、担任の先生、OL）
- 屍姫 シリーズ（2008年 - 2009年、荒神莉花） - 2シリーズ
- シゴフミ（葛西夏香）
- スケアクロウマン（エルザ）
- ストライクウィッチーズ（坂本美緒）
- 絶対可憐チルドレン（メアリー・フォード、加納紅葉、チルチルのライバル、バレット〈幼少期〉）
- 鉄腕バーディー DECODE（2008年 - 2009年、バーディー・シフォン） - 2シリーズ
- xxxHOLiC◆継（猫娘）
- 無限の住人（恋）
- ロザリオとバンパイア（橙条瑠妃） - 2シリーズ

2009年
- 狼と香辛料II（フェルミ・アマーティ）
- ジャングル大帝 -勇気が未来をかえる-（氷川博士）

2010年
- 怪談レストラン（アヤ）
- 伝説の勇者の伝説（シオンの母）

2011年
- 放浪息子（更科千鶴）

2013年
- クレヨンしんちゃん（2013年 - 2020年、相武ラン子、天井みつ子〈15歳〉、TVのカッパ）

2024年
- 狼と香辛料 MERCHANT MEETS THE WISE WOLF（フェルミ・アマーティ）

### 劇場アニメ
- 劇場版 とっとこハム太郎 はむはむぱらだいちゅ! ハム太郎とふしぎのオニの絵本塔（2004年、ラピスちゃん）
- 劇場版デュエル・マスターズ 闇の城の魔龍凰（2005年、真中紗雪）
- やなせたかしシアター ロボくんとことり（2012年、ことり）
- コードギアス 反逆のルルーシュ I - III（2017年 - 2018年、ニーナ、千葉凪沙） - 3部作
- コードギアス 復活のルルーシュ（2019年、ニーナ）

### OVA
2002年
- こすぷれCOMPLEX（今井まりあ）
- .hack//Liminality（相原有紀）

2003年
- Memories Off 2nd（寿々奈鷹乃）
- 円盤皇女ワるきゅーレ SPECIAL（七村秋菜）

2004年
- 蒼い海のトリスティア（パナビア・トーネイド）
- 王ドロボウJING in Seventh Heaven（ベネディクティン）

2005年
- いつだってMyサンタ!（斉藤美奈子）
- イリヤの空、UFOの夏（須藤晶穂）
- 鴉 -KARAS-（鷺坂よしこ）
- 撲殺天使ドクロちゃん（三塚井ドクロ）
- 円盤皇女ワるきゅーレ OVAシリーズ（2005年 - 2006年、七村秋菜） - 2シリーズ

2006年
- 鬼公子炎魔（雪鬼姫）
- ガンパレード・オーケストラ（菅原乃恵留）
- 大魔法峠（ゲソ美）
- 舞-乙HiME Zwei（ナツキ・クルーガー）

2007年
- 苺ましまろ（2007年 - 2009年、伊藤千佳） - 2シリーズ
- ストライクウィッチーズ（坂本美緒）
- ツバサ TOKYO REVELATIONS（颯姫）
- 撲殺天使ドクロちゃん2（三塚井ドクロ）

2008年
- やなせたかしメルヘン劇場 ロボくんとことり（ことり）

2009年
- みなみけ べつばら（速水）

2012年
- コードギアス 反逆のルルーシュ ナナリーinワンダーランド（ニーナ）
- みなみけ おまたせ（速水）

2024年
- コードギアス 奪還のロゼ（ニーナ・アインシュタイン）

### Webアニメ
- あじむ 〜海岸物語〜（2001年、安心院保奈）

### ゲーム
1996年
- おまかせ！退魔業（如月若羽） - 実写出演

1999年
- 北へ。White Illumination（春野琴梨）
  - 北へ。Photo Memories（春野琴梨）

- アランドラ2 魔進化の謎（アイーシャ）

2001年
- Memories Off 2nd（寿々奈鷹乃）

2002年
- ユーディーのアトリエ 〜グラムナートの錬金術士〜（エンディングテーマ）

2003年
- おとぎストーリー 天使のしっぽ（キツネのアカネ）
- ビストロ・きゅーぴっと2（ソレル・ナスターシャム）
- Memories Off Duet（寿々奈鷹乃）
- メモオフみっくす（寿々奈鷹乃）

2004年
- W〜ウィッシュ〜（鳳つばさ）
- てんたま2wins（雪村明日香）
- Monochrome（椿梨沙）

2005年
- トリックスター（ドロシー）
- 蒼い空のネオスフィア どきどき アドベンチャー Effective E（パナビア・トーネイド）
- 苺ましまろ（伊藤千佳）
- グランディアIII（ウナマ）
- ゲームになったよ!ドクロちゃん〜健康診断大作戦〜（三塚井ドクロ）
- 少女義経伝・弐 〜刻を超える契り〜（佐藤楓）
- ショコラ 〜maid cafe "curio"〜（秋島香奈子）
- 舞-HiME シリーズ（2005年 - 2006年、玖我なつき）  - 4作品
- Memories Off After Rain Vol.1、2（寿々奈鷹乃） - 2作品

2006年
- ガンパレード・オーケストラ 白の章〜青森ペンギン伝説〜（菅原乃恵留）
- パルフェ -Chocolat Second Style-（杉澤恵麻）
- 舞-乙HiME 乙女舞闘史!!（ナツキ・クルーガー）
- メルヘヴン 忘却のクラヴィーア（ミスティ・アイドゥ）
- 桃太郎電鉄16 北海道大移動の巻!（ナレーション）

2007年
- 蒼い空のネオスフィア〜ナノカ・フランカ発明工房記2〜（パナビア・トーネイド）
- Dear Pianissimo refrain（鳴海澄香）
- まほろばStories（アルエ）
- 名探偵コナン 追憶の幻想（花山リンダ）

2008年
- コードギアス 反逆のルルーシュ LOST COLORS（ニーナ）
- しゅごキャラ! 3つのたまごと恋するジョーカー（藤咲なでしこ）
- しゅごキャラ! あむのにじいろキャラチェンジ（藤咲なでしこ、藤咲なぎひこ）
- スーパーロボット大戦Z（フェイ・シンルー）
- 絶対可憐チルドレンDS 第4のチルドレン（メアリー・フォード、黒巻節子）
- テイルズ オブ ヴェスペリア（ナン）
- テイルズ オブ ハーツ（ベリル・ベニト）
- ロザリオとバンパイア（2008年 - 2009年、橙条瑠妃） - 2作品

2009年
- 狼と香辛料 海を渡る風（アマーティ）
- しゅごキャラ! ノリノリ!キャラなりズム♪（藤咲なでしこ、藤咲なぎひこ）
- ストライクウィッチーズ -蒼空の電撃戦 新隊長 奮闘する!-（坂本美緒）
- 電撃学園RPG Cross of Venus（ドクロちゃん）
- 羊くんならキスしてあげる☆（神凪ソアラ）
- リーナのアトリエ 〜シュトラールの錬金術士〜（ファラ・ウェスハイト）

2010年
- ストライクウィッチーズ -あなたとできること A Little Peaceful Days-（坂本美緒）
- ストライクウィッチーズ 白銀の翼 / 白銀の翼 完全版（2010年 - 2012年、坂本美緒） - 2作品
- ティンクル☆くるせいだーす STARLIT BRAVE!!（ドクロちゃん）

2011年
- 第2次スーパーロボット大戦Z 破界篇 / 再世篇（2011年 - 2012年、千葉凪沙、フェイ・シンルー） - 2作品

2012年
- ヒーローズファンタジア（玖我なつき）

2013年
- テイルズ オブ ハーツ R（ベリル・ベニト）

2014年
- 電撃文庫 FIGHTING CLIMAX / IGNITION（2014年 - 2015年、ドクロちゃん） - 2作品

2016年
- 戦国乙女〜LEGEND BATTLE〜 / 〜天下無敵の乙女バトル〜（徳川イエヤス、卑弥呼） - 2作品

2018年
- 電撃文庫：CROSSING VOID（ドクロちゃん） - 海外向けアプリゲーム

2019年
- スーパーロボット大戦T（プリシラ）
- テイルズ オブ ザ レイズ（ベリル・ベニト）
- 戦国アスカZERO（徳川イエヤス）

2021年
- スーパーロボット大戦30（プリシラ）

2022年
- コードギアス 反逆のルルーシュ ロストストーリーズ（2022年 - 2023年、千葉凪沙、ニーナ・アインシュタイン）

### ドラマCD
2002年
- 円盤皇女ワるきゅーレ オリジナル・サウンドトラック あんど…♡（七村秋菜）
- メモリーズオフ2ndドラマシリーズVol.4 鷹乃のおしゃべり＆クリーニング（寿々奈鷹乃）
- 留守電メモリーズ 南つばめ編（寿々奈鷹乃）
- こすぷれCOMPLEX ドラマアルバム 萌えて・チャコってコスプレ部（今井まりあ）
- World's end（2002年 - 2003年、カーマイン・ロードナイト） - 全2巻
- おとぎストーリー 天使のしっぽ Drama CD Vol.2（キツネのアカネ）

2003年
- 成恵の世界シリーズ（八木はじめ）
- 『HEATGUY-J』オリジナルドラマアルバム 語 -DRAMA-（キョウコ・ミルシャン）
- メモオフ演劇部 第2回公演「小夜美の逆襲」（寿々奈鷹乃）

2004年
- 恋姉妹 1、2（木咲榛菜）
- メモオフ演劇部 第4回公演「マジカル美少女☆たかのちゃん!」（寿々奈鷹乃）
- みんなで作るメモオフCD!! Part2（寿々奈鷹乃）
- クロノクルセイド オリジナルドラマ Spirit（アズマリア・ヘンドリック）

2005年
- TVアニメ『舞-HiME』ドラマCD 実録!『裏』風華学園史・第一、二章（玖我なつき）
- S.S.D.S. 愛の時・迷宮〜あいのときめき〜 ドラマアルバムVol.1 - 3（マリア・フォン・バーデン）
- 苺ましまろシリーズ（伊藤千佳）
  - 苺ましまろ Chara-CD 1「千佳」
  - 苺ましまろ DRAMA CD Volume 1 - 5（2005年 - 2006年）
  - 苺ましまろ Toy-CD 1、2

- W〜ウィッシュ〜（鳳つばさ）
- 撲殺天使ドクロちゃん ドラマCDだよドクロちゃん（三塚井ドクロ）
- イリヤの空、UFOの夏 園原電波新聞部 号外（須藤晶穂）
- ガン×ソード バラエティ・アルバム「いつだって波乱ヴァン丈」（プリシラ）
- 篁破幻草子 第一、二巻（2005年 - 2006年、小野楓）

2006年
- ガン×ソード エピソード+（プリシラ）
- あそびにいくヨ! ドラマCD 1、2（糸嘉州マキ）
- 舞-乙HiME ミス・マリアはみてた ガルデローベ秘裏日誌 Vol.1、2（ナツキ・クルーガー）
- 高機動幻想ガンパレード・オーケストラ ドラマCD「白の章」Vol.1、2（菅原乃恵留）

2007年
- 苺ましまろ OVA Sweet-CD 1、2（伊藤千佳）
- シュラキ〜朱羅姫〜 オリジナルドラマCD 第1、2、4、5話（2007年 - 2008年、ニーダ・シュトリッヒ）※「シュラキ・トリニティBOX-01、02、04、05」付属ドラマCD
- コードギアス 反逆のルルーシュ Sound Episode 2 - 5（ニーナ）
- B壱（檜真夏）
- ながされて藍蘭島 ドラマCD Vol.1 - 3（あやね）
- 舞-HiME★DESTINY 龍の巫女 全4巻（2007年 - 2008年、玖我なつき）
- DRUG-ON（ドロシー）

2008年
- キスよりも早く（梶文乃）
- TVアニメーション ドラマCD ロザリオとバンパイア（橙条瑠妃）
- 身代わり伯爵の冒険（リディエンヌ・ミシェルローズ・ド・ユベール）
- みなみけ ドラマCDシリーズ（2008年 - 2013年、速水） - 3作品
- 円盤皇女ワるきゅーレ ワルキューレ宇宙大歌劇（七村秋菜）

2009年
- ストライクウィッチーズ 秘め話CD1 - 3（坂本美緒）
- 羊くんならキスしてあげる☆ ドラマCD（神凪ソアラ）
- テイルズ オブ ハーツ ドラマCD vol.1 - 5（2009年 - 2010年、ベリル・ベニト）

2011年
- ZONE-00 劇-I、II（九浄仁子）

2013年
- 天使1/2方程式（2013年 - 2016年、本庄みちる）※コミックス第4、7巻ドラマCD付初回限定版

### ラジオドラマ
- どらま de にじちぅ?（ゆき緒さん）

### ラジオ
※はインターネット配信。
- Dreamcastアワー 北へ。White Illumination（1998年 - 1999年、文化放送）
- ラジオ・アニメどんぶり（1998年 - 2004年、TBSラジオ） - アシスタント担当
- 千葉紗子のまったり☆ぱんち（2001年 - 2003年、ラジオ関西→インターネットラジオ）
- くまちゃんのIDOL@GOGO!（2001年 - 2002年、FM SETAGAYA） - マンスリーゲスト
- 天使のしっぽ ホームパーティー（2001年 - 2002年、ラジオ大阪）
- ゆる蔵、うれしいね。（2002年 - 2004年、ラジオ大阪） - アシスタント担当
- a-FANFANダイジェスト 〜千葉紗子のまったりらりら〜ん（2002年 - 2004年、ゆうせんブロードバンド）
- さくらと紗子の着替えるラジオ（2002年、ラジオ大阪）
- 千葉紗子のおうちに帰ろう（2003年、BSQR489）
- ちばさえのおしえてチョーナイ!（2003年、スターデジオ）
- World's end（2003年、animate.tv）
- RADIOアニメロミックス（2003年 - 2004年、文化放送）
- tiaraway色々ベリーnight（2003年 - 2004年、東海ラジオ）
- 舞-HiMEラジオ 風華学園放送部（2004年 - 2005年、ラジオ大阪）
- 千葉紗子・西村ちなみの円盤皇女ワるきゅーレ アキドラジオ（2004年 - 2005年、TE-A room）
- 千葉紗子のびん・かんドクロちゃんねる（2005年、TE-A room）
- 紗子さんと晃子さん（2005年 - 2008年、アニメイトTV）
- にじちぅ?にCHU☆（2006年、文化放送「A&G 超RADIO SHOW〜アニスパ!〜」箱番組）
- 千葉紗子の地獄探偵局（2006年 - 2007年、ランティスウェブラジオ※）
- にじちぅ?ぱれ〜ど♪（2006年、ラジオ大阪）
- びん・かんドクロちゃんねるファイヤー!（2007年、Showgate RADIO）
- きいちゃって藍蘭島 海龍神社放送局（2007年 - 2008年、アニメイトTV）
- 鉄腕バーディー DECODE:R（2008年 - 2009年、鉄腕バーディー DECODE:02テレビアニメ公式サイト内※）

#### ラジオCD
- おとぎストーリー 天使のしっぽ DJ☆CD Edition.1 - 3（2002年）
- ミカ☆アミの乙女ちっく放送局 お姉さまと一緒スペシャル!!（2006年4月26日）
- きいちゃって藍蘭島 海龍神社放送局 DJし〜でぃ 全3巻
- ラジオCD ロザリオとバンパイア（2008年8月6日発売）

### パチンコ・パチスロ機
- CR戦国乙女（2008年、徳川イエヤス）
- CR舞-HiME（2010年、玖我なつき）
- CR REIDEEN（2010年、碧乃玲）
- CR戦国乙女2（2011年、徳川イエヤス、卑弥呼）
- CR戦国乙女3〜乱〜（2013年、徳川イエヤス）
- 戦国乙女〜剣戟に舞う白き剣聖〜（2013年、徳川イエヤス）
- パチスロ ガン×ソード（2015年、プリシラ）
- 熱響!乙女フェスティバル ファン大感謝祭LIVE（2015年、徳川イエヤス）
- 戦国乙女2〜深淵に輝く気高き将星〜（2016年、徳川イエヤス）
- CR戦国乙女〜花〜（2017年、徳川イエヤス）
- 乙女マスターズ 空を翔る白き軌跡（2018年、徳川イエヤス）
- CR戦国乙女5 10th Anniversary（2018年、徳川イエヤス）
- P戦国乙女6〜暁の関ヶ原〜（2020年、徳川イエヤス）
- 戦国乙女3〜天剣を継ぐもの〜（2021年、徳川イエヤス）
- 戦国乙女〜暁の関ヶ原-DARKNESS-〜（2021年、徳川イエヤス）
- P戦国乙女 LEGENDBATTLE（2022年、徳川イエヤス）

### 吹き替え
- サウンド・オブ・カラー 地下鉄の恋（2006年、董玲）

### コンテンツ
- プレイングドラマ『羊くんならキスしてあげる☆』（2007年、神凪ソアラ）

### ナレーション
- 携帯サイト「着★うた♪」山田タマルさん「恋の景色」ナレーション
- 「増刊 少年ガンガン・パワード No.6」TVCMナレーション（2007年4月）

### 映画
- 右向け左!自衛隊へ行こう（1995年）
- EAT&RUN（2001年、田中紗子）

### テレビ番組
時期不明
- まんとら〜マンガ虎の穴〜（コーナー「スタジオトーク」出演、第129回ゲスト）

2003年
- アキハバラ情報局（7月 - 2004年9月）

2007年
- CLUB GENEON（第2 - 5回）
- 有野の穴（tvk：9月21日、第6回ゲスト出演）
- アニメぱらだいす!（KIDSステーション：8月20日、第718回ゲスト出演）
- Anime-TV（tvk・シーエスGyao：8月4日 - 10日、ゲスト出演）
- うらすたちゃ（ゲスト出演）

### Web番組
- World's end うぃっち・パーティー☆

### CM
- セガ「魔法騎士レイアース」ゲーム宣伝（実写：鳳凰寺風 役）

### 映像商品
- メモオフ・ファーストコンサート（2002年3月20日）
- メモオフ・セカンドコンサート コンプリートDVD（2003年3月28日）
- 「舞-HiME」DVD1巻初回特典DVD"風華学園出席簿"（2005年1月28日）
- 舞-乙HiME 1 初回封入特典DVD「ガルデローベ出席簿」（2005年）
- 舞-乙HiME 9〈最終巻〉初回封入特典DVD〜「ガルデローベ出席簿2」主人公チーム座談会（2006年9月22日）

### 舞台
- 南青山少女歌劇団冬公演『放課後のトワイライトシュート』（オリーブ 役、北沢タウンホール）
- 南青山少女歌劇団夏公演『憑いてますか』（博品館劇場）
- 南青山少女歌劇団冬公演『放課後のトワイライトシュート』（オリーブ 役、前進座劇場）
- 南青山少女歌劇団春公演『マーガレット戦争』（ピョンピョン 役、草月ホール）
- 南青山少女歌劇団夏公演『HEART ROCK MUSICAL 聖歌物語』（イチモト 役、日本青年館）
- 南青山少女歌劇団冬公演『HEART ROCK MUSICAL 聖歌物語』（イチモト 役、近鉄劇場）
- 南青山少女歌劇団 卒業コンサート「I believe in dream 卒業」（東京厚生年金会館大ホール）
- S.C.NANSHO公演『Funk-a-Step』（阿部優子 役、PARCO劇場）
- Panasonic D.Live『ROCK TO THE FUTURE』（ローラ 役）
- ミュージカル『サクラ大戦〜花咲く乙女〜』（野々村春香 役）

## ディスコグラフィ

### シングル
| 枚  | 発売日         | タイトル            | カップリング                         | 収録アルバム   | 規格品番     | オリコン 最高位 | 備考                                                                     |
| --- | -------------- | ------------------- | ------------------------------------ | -------------- | ------------ | --------------- | ------------------------------------------------------------------------ |
| 1st | 1999年2月27日  | 恋の奇跡            |                                      | アルバム未収録 | SRDL-4585    | 位              | PS用ゲームソフト『めぐり愛して』主題歌／梶浦由記プロデュース             |
| 2nd | 1999年11月20日 | Carry On Everyday   | 「ただいま。」                       | アルバム未収録 | SVWD-9015    | 位              | PS用ゲームソフト『アランドラ2 魔進化の謎』テーマソング                   |
| 3rd | 2001年4月25日  | トゥインクル☆スター | 「ミラクルパワー」                   | アルバム未収録 | NEDA-10018   | 位              | テレビアニメ『Cosmic Baton Girl コメットさん☆』エンディングテーマ        |
| 4th | 2002年8月24日  | ダイヤの原石        | 「そばにいて」                       | アルバム未収録 | LRPS-1003    | 位              | 限定シングル／梶浦由記プロデュース                                       |
| 5th | 2002年11月10日 | さよなら            | 「星空の虹」                         | アルバム未収録 | LRPS-1004-01 | 位              | 限定シングル／梶浦由記プロデュース                                       |
| 6th | 2003年1月22日  | ひかり              | 「Hello Goodbye」                    | 『melody』     | LACM-4085    | 163位           | テレビアニメ『ヒートガイジェイ』エンディングテーマ／梶浦由記プロデュース |
| 7th | 2003年5月21日  | アイスクリイム      | 「始まりの景色」                     | 『everything』 | LACM-4096    | 73位            | テレビアニメ『成恵の世界』エンディングテーマ／梶浦由記プロデュース       |
| 8th | 2003年11月27日 | Winter Story        | 「snow」 「another story」           | アルバム未収録 | LACM-4111    | 106位           | クリスマスシングル／梶浦由記プロデュース                                 |
| 9th | 2004年1月21日  | さよならソリティア  | 「Here We Stand In The Morning Dew」 | 『everything』 | LACM-4118    | 53位            | テレビアニメ『クロノクルセイド』エンディングテーマ／梶浦由記プロデュース |

### アルバム
| 枚  | 発売日        | タイトル   | 規格品番  | オリコン 最高位 | 備考                 |
| --- | ------------- | ---------- | --------- | --------------- | -------------------- |
| 1st | 2003年3月26日 | melody     | LACA-5160 | 201位           | 梶浦由記プロデュース |
| 2nd | 2004年6月23日 | everything | LACA-5290 | 126位           | 梶浦由記プロデュース |

### タイアップ曲
| 楽曲                     | タイアップ                                                        | 時期   |
| ------------------------ | ----------------------------------------------------------------- | ------ |
| 恋の奇跡                 | PS用ゲームソフト『めぐり愛して』主題歌                            | 1999年 |
| Carry On Everyday        | PS用ゲームソフト『アランドラ2 魔進化の謎』オープニングテーマ      | 1999年 |
| ただいま。               | PS用ゲームソフト『アランドラ2 魔進化の謎』エンディングテーマ      | 1999年 |
| こんなクラゲに誰がした？ | PS用ゲームソフト『アランドラ2 魔進化の謎』挿入歌                  | 1999年 |
| トゥインクル☆スター      | テレビアニメ『Cosmic Baton Girl コメットさん☆』エンディングテーマ | 2001年 |
| ひかり                   | テレビアニメ『ヒートガイジェイ』エンディングテーマ                | 2003年 |
| アイスクリイム           | テレビアニメ『成恵の世界』エンディングテーマ                      | 2003年 |
| さよならソリティア       | テレビアニメ『クロノクルセイド』エンディングテーマ                | 2003年 |

### キャラクターソング
| 発売日 | 商品名                                                                         | 歌 | 楽曲 | 備考                                                                               |
| 1999年 | 1999年                                                                         | 1999年 | 1999年 | 1999年                                                                             |
| --- | ------------------------------------------------------------------------------ | --- | --- | ---------------------------------------------------------------------------------- |
| 3月25日 | 北へ。                                                                         | Four Seasons | 「北へ。」 | ゲーム『北へ。White Illumination』メインテーマソング                               |
| 6月25日 | 北へ。WHITE ILLUMINATION PURE SONGS and PICTURES                               | Four Seasons | 「北へ。」 | ゲーム『北へ。White Illumination』メインテーマソング                               |
| 6月25日 | 北へ。WHITE ILLUMINATION PURE SONGS and PICTURES                               | 春野琴梨（千葉紗子） | 「恋のダンシング」 | ゲーム『北へ。White Illumination』関連曲                                           |
| 8月25日 | MOVE ON!                                                                       | Four Seasons | 「MOVE ON!」 | ゲーム『北へ。Photo Memories』メインテーマソング                                   |
| 12月1日 | 北へ。クリスマスミニアルバム 愛しのスノーマン                                  | Four Seasons | 「愛しのスノーマン」 「」                                                                                               | ゲーム『北へ。White Illumination』関連曲                                           |
| 2001年 |                                                                                | | |                                                                                    |
| 9月29日 | Dr.リンにきいてみて! ハッピー歌コレクション                                    | 神崎明鈴（千葉紗子） | 「My Destiny」 | テレビアニメ『Dr.リンにきいてみて!』関連曲                                         |
| 9月29日 | 天使のピクニック                                                               | P.E.T.S. | 「天使のピクニック」 | テレビアニメ『おとぎストーリー 天使のしっぽ』関連曲                                |
| 10月30日 | 天使のしっぽ/One Drop                                                          | P.E.T.S. | 「天使のしっぽ」 | テレビアニメ『おとぎストーリー 天使のしっぽ』オープニングテーマ                    |
| 10月30日 | 天使のしっぽ ラジオ体操〜ココロ体操［第一］〜                                  | 守護天使・小学生チーム | 「天使のしっぽ ラジオ体操〜ココロ体操［第一］〜」                                                                       | テレビアニメ『おとぎストーリー 天使のしっぽ』関連曲                                |
| 2002年 |                                                                                | | |                                                                                    |
| 1月26日 | 天使のうたごえ vol.2                                                           | キツネのアカネ（千葉紗子） | 「Destiny〜孤独な天使〜」                                                                                               | テレビアニメ『おとぎストーリー 天使のしっぽ』関連曲                                |
| 3月6日 | メモリーズオフ2nd・ミニアルバム・コレクションVol.6 breath                      | 寿々奈鷹乃（千葉紗子） | 「breath」 | ゲーム『Memories Off 2nd』関連曲                                                   |
| 5月9日 | みんなでつくるメモオフCD!!                                                     | 寿々奈鷹乃（千葉紗子） | 「近くて遠い」 | ゲーム『Memories Off 2nd』関連曲                                                   |
| 5月9日 | みんなでつくるメモオフCD!!                                                     | メモオフ2ndメンバー | 「浜咲学園校歌斉唱」 | ゲーム『Memories Off 2nd』関連曲                                                   |
| 5月9日 | みんなでつくるメモオフCD!!                                                     | 1st&2ndメンバー全15人 | 「雨のち想い出」 | ゲーム『Memories Offシリーズ』関連曲                                               |
| 5月22日 | 萌えてこそ・コスプレ                                                           | 長谷川チャコ（野川さくら）、デルモ（釘宮理恵）、今井まりあ（千葉紗子）、今井あてな（清水愛）、ジェニー・マテル（渡辺明乃）、青島麗華（たかはし智秋）         | 「萌えてこそ・コスプレ」                                                                                                | OVA『こすぷれCOMPLEX』オープニングテーマ                                           |
| 5月22日 | 萌えてこそ・コスプレ                                                           | 長谷川チャコ（野川さくら）、デルモ（釘宮理恵）、今井まりあ（千葉紗子）、今井あてな（清水愛）、ジェニー・マテル（渡辺明乃）、青島麗華（たかはし智秋）         | 「コスプレ音頭」 | OVA『こすぷれCOMPLEX』エンディングテーマ                                           |
| 9月25日 | OVA「こすぷれCOMPLEX」ORIGINAL SOUND TRACK さんとらCOMPLEX                     | 長谷川チャコ（野川さくら）、デルモ（釘宮理恵）、今井まりあ（千葉紗子）、今井あてな（清水愛）、ジェニー・マテル（渡辺明乃）、青島麗華（たかはし智秋）         | 「萌えてこそ・コスプレ（マキシとちょっと違うver.）」 「コスプレ音頭（マキシとちょっと違うver.）」                       | OVA『こすぷれCOMPLEX』関連曲                                                       |
| 10月19日 | 円盤皇女ワるきゅーレ "たいせつなモノあげちゃいました!?" ソング・アルバム       | 望月久代、田中理恵、西村ちなみ、千葉紗子 | 「セーブ♡」 | テレビアニメ『円盤皇女ワるきゅーレ』エンディングテーマ                             |
| 10月19日 | 円盤皇女ワるきゅーレ "たいせつなモノあげちゃいました!?" ソング・アルバム       | 七村秋菜（千葉紗子） | 「これってマジ!?」 | テレビアニメ『円盤皇女ワるきゅーレ』関連曲                                         |
| 11月21日 | 円盤皇女ワるきゅーレ ワルキューレ宇宙大歌劇                                    | 七村秋菜（千葉紗子）、ハイドラ（西村ちなみ） | 「秋ドラのデュエット」                                                                                                  | テレビアニメ『円盤皇女ワるきゅーレ』関連曲                                         |
| 11月21日 | 円盤皇女ワるきゅーレ ワルキューレ宇宙大歌劇                                    | 時乃湯従業員一同 | 「カーテン・コール〜フィナーレよりも華やかな〜」                                                                        | テレビアニメ『円盤皇女ワるきゅーレ』関連曲                                         |
| 2003年 |                                                                                | | |                                                                                    |
| 6月6日 | World's end キャラクターミニアルバム『Never Ending Fantasia』                  | カーマイン・ロードナイト（千葉紗子） | 「夢想庭園」 | ドラマCD『World's end』関連曲                                                      |
| 6月6日 | World's end キャラクターミニアルバム『Never Ending Fantasia』                  | ルナ・パトラクシェ（野川さくら）、カーマイン・ロードナイト（千葉紗子）、ネロ・ベルーティノ（清水愛）、セレス・アクエリアス（折笠富美子）                     | 「魔法の風景」 | ドラマCD『World's end』関連曲                                                      |
| 8月27日 | Magical Songs                                                                  | 織原マヤ（千葉紗子） | 「私のもの」 | テレビアニメ『ウルトラマニアック』関連曲                                           |
| 12月3日 | 円盤皇女ワるきゅーレ 十二月の夜想曲 キャラクターシングル 七村秋菜              | 七村秋菜（千葉紗子） | 「きれいな涙〜きれいなナミダ やさしいキモチ〜」 「きれいな涙〜きれいなナミダ やさしいキモチ〜（Crystal Tear Version）」 | テレビアニメ『円盤皇女ワるきゅーレ 十二月の夜想曲』関連曲                          |
| 12月17日 | 円盤皇女ワるきゅーレ 十二月の夜想曲 大宇宙的音楽集                             | 望月久代、田中理恵、西村ちなみ、千葉紗子 | 「マーブル」 | テレビアニメ『円盤皇女ワるきゅーレ 十二月の夜想曲』エンディングテーマ              |
| 2004年 |                                                                                | | |                                                                                    |
| 1月21日 | 北へ。〜Diamond Dust〜 Memorial Songs                                          | Four Seasons | 「トウキビ畑でつかまえて」                                                                                              | ゲーム『北へ。』関連曲                                                             |
| 4月21日 | てんたま2wins ヴォーカルプラス                                                 | 雪村明日香（千葉紗子） | 「笑顔」 | ゲーム『てんたま2wins』関連曲                                                      |
| 7月22日 | Parade                                                                         | 鴇羽舞衣（中原麻衣）、玖我なつき（千葉紗子）、美袋命（清水愛）                                                                                               | 「Parade」 | ラジオ『舞-HiMEラジオ 風華学園放送部』主題歌                                       |
| 7月22日 | Parade                                                                         | 鴇羽舞衣（中原麻衣）、玖我なつき（千葉紗子）、美袋命（清水愛）                                                                                               | 「私立風華学園校歌〜水晶の祈り〜」                                                                                      |                                                                                    |
| 9月15日 | 舞-HiME Character Song Vol.2 水辺の花                                          | 玖我なつき（千葉紗子） | 「水辺の花」 | テレビアニメ『舞-HiME』関連曲                                                      |
| 9月23日 | みんなで作るメモオフCD!! Part2                                                 | 水樹奈々、山本麻里安、千葉紗子、南里侑香、高橋美佳子、池澤春菜、かかずゆみ、村田あゆみ                                                                       | 「誰よりもきっと〜for memories〜」                                                                                      | ゲーム『Memories Offシリーズ』関連曲                                               |
| 12月22日 | W〜ウィッシュ〜 キャラクターミニアルバム2                                      | 鳳つばさ（千葉紗子）、飯田秋乃（南里侑香） | 「Without you」 | テレビアニメ『W〜ウィッシュ〜』関連曲                                              |
| 2005年 |                                                                                | | |                                                                                    |
| 2月23日 | 舞-HiME Character Vocal Album Vol.1 初恋方程式 第1楽章                         | 玖我なつき（千葉紗子） | 「綺麗な夢のその果てに」                                                                                                | テレビアニメ『舞-HiME』関連曲                                                      |
| 3月9日 | 苺ましまろ Chara-CD 1「千佳」                                                  | 伊藤千佳（千葉紗子） | 「」 | テレビアニメ『苺ましまろ』関連曲                                                   |
| 3月24日 | インタールード・イリヤの空UFOの夏 マイスターレッツ特典CD                       | 須藤晶穂（千葉紗子） | 「Forever Blue〜akiho ver.〜」                                                                                          | OVA『イリヤの空、UFOの夏』関連曲                                                   |
| 3月24日 | W〜ウィッシュ〜 ミラクルボーカルベスト                                         | 鳳つばさ（千葉紗子） | 「GLORY DAYS」 | テレビアニメ『W〜ウィッシュ〜』挿入歌                                              |
| 4月22日 | 撲殺天使ドクロちゃん サウンドトラックだよ!ドクロちゃん!                        | ドクロちゃん（千葉紗子） | 「撲殺天使ドクロちゃん」                                                                                                | OVA『撲殺天使ドクロちゃん』オープニングテーマ                                      |
| 4月22日 | 撲殺天使ドクロちゃん サウンドトラックだよ!ドクロちゃん!                        | ドクロちゃん（千葉紗子） | 「SURVIVE」 | OVA『撲殺天使ドクロちゃん』エンディングテーマ                                      |
| 4月27日 | TVアニメ「ピーチガール」キャラクターイメージソング たしかなもの/あたしが主役！ | 安達もも（千葉紗子） | 「たしかなもの」 | テレビアニメ『ピーチガール』関連曲                                                 |
| 7月21日 | ショコラ〜maid cafe "curio"〜 original vocal album ふたりみらい                | 秋島香奈子（千葉紗子） | 「満月へと寄りそった星」                                                                                                | PS2ゲーム『ショコラ 〜maid cafe "curio"〜』挿入歌                                  |
| 7月27日 | いちごコンプリート                                                             | 伊藤千佳（千葉紗子）、松岡美羽（折笠富美子）、桜木茉莉（川澄綾子）、アナ（能登麻美子）                                                                       | 「いちごコンプリート」                                                                                                  | テレビアニメ『苺ましまろ』オープニングテーマ                                       |
| 8月24日 | 苺ましまろ Toy-CD 1                                                            | | 「」 | テレビアニメ『苺ましまろ』関連曲                                                   |
| 9月9日 | 撲殺天使ドクロちゃん キャラクターソングだよ!ドクロちゃん!                      | ドクロちゃん（千葉紗子） | 「死ぬまで天使」 「天使のユーワク」 「死ぬまで天使（Re-mix Ver.）」                                                     | OVA『撲殺天使ドクロちゃん』関連曲                                                  |
| 10月26日 | 苺ましまろ Toy-CD 2                                                            | | 「」 | テレビアニメ『苺ましまろ』                                                         |
| 12月16日 | ガン×ソード バラエティ・アルバム「いつだって波乱ヴァン丈」                     | カルメン（井上喜久子）、ウェンディ（桑島法子）、ユキコ（雪野五月）、プリシラ（千葉紗子）                                                                     | 「S・O・S」 | テレビアニメ『ガン×ソード』17話エンディングテーマ                                  |
| 2007年 |                                                                                | | |                                                                                    |
| 2月23日 | 護くんに女神の祝福を! オリジナルキャラクターソング・ディスク1                  | 東ビ大付属生徒会一同 | 「東ビ王誕生!」 | テレビアニメ『護くんに女神の祝福を!』関連曲                                        |
| 2月23日 | 苺ましまろ OVA Sweet-CD 1                                                      | 伊藤伸恵（生天目仁美）、伊藤千佳（千葉紗子）、松岡美羽（折笠富美子）、桜木茉莉（川澄綾子）、アナ（能登麻美子）                                               | 「あっかん berry berry」                                                                                                | OVA『苺ましまろ』オープニングテーマ                                                |
| 2月23日 | 苺ましまろ OVA Sweet-CD 1                                                      | 伊藤千佳（千葉紗子） | 「フツウはどのこ?」 | OVA『苺ましまろ』関連曲                                                            |
| 4月25日 | 苺ましまろ OVA Sweet-CD 2                                                      | | 「」 | OVA『苺ましまろ』                                                                  |
| 3月21日 | 恋してMAGIC SOUL PARTY"踊らされてディスコ島"                                   | すず（堀江由衣）、まち（高橋美佳子）、あやね（千葉紗子）、りん（白石涼子）、ちかげ（伊藤静）、ゆきの（長谷川静香）、東方院行人（下野紘）                     | 「宝物」 | テレビアニメ『ながされて藍蘭島』関連曲                                             |
| 3月21日 | 恋してMAGIC SOUL PARTY"踊らされてディスコ島"                                   | あやね（千葉紗子） | 「Hatsukoi」 「Unite」                                                                                                  | テレビアニメ『ながされて藍蘭島』関連曲                                             |
| 6月27日 | 恋してROCK 'N' ROLL SHOWTIME"騒いじゃって ロック島"                            | あやね（千葉紗子） | 「最強!?あやね伝説」 | テレビアニメ『ながされて藍蘭島』関連曲                                             |
| 6月27日 | 恋してROCK 'N' ROLL SHOWTIME"騒いじゃって ロック島"                            | すず（堀江由衣）、まち（高橋美佳子）、あやね（千葉紗子）、りん（白石涼子）、ちかげ（伊藤静）、ゆきの（長谷川静香）、東方院行人（下野紘）、梅梅（生天目仁美） | 「宝物〜Island Breeze〜」                                                                                               | テレビアニメ『ながされて藍蘭島』関連曲                                             |
| 6月27日 | ブレイヴ・ハート                                                               | コロナ（千葉紗子） | 「ブレイヴ・ハート」 | テレビアニメ『スパイダーライダーズ 〜よみがえる太陽〜』オープニングテーマ          |
| 8月24日 | 撲殺天使ドクロちゃん2 またまたサウンドトラックだよ!ドクロちゃん!               | ドクロちゃん（千葉紗子） | 「撲殺天使ドクロちゃん2007」                                                                                            | OVA『撲殺天使ドクロちゃん2』オープニングテーマ                                     |
| 8月24日 | 撲殺天使ドクロちゃん2 またまたサウンドトラックだよ!ドクロちゃん!               | ドクロちゃん（千葉紗子） | 「撲殺音頭でドクロちゃん」                                                                                              | OVA『撲殺天使ドクロちゃん2』エンディングテーマ                                     |
| 8月24日 | 護くんに女神の祝福を! オリジナルキャラクターソング・ディスク4                  | 東ビ大付属生徒会一同 | 「ああ東ビ戦隊マヤレンジャー」                                                                                          | テレビアニメ『護くんに女神の祝福を!』関連曲                                        |
| 12月5日 | 舞-乙HiME Zwei ヴォーカルベストミニアルバム 舞夢                               | アリカ（菊地美香）、ニナ（小清水亜美）、マシロ（ゆかな）、舞衣（中原麻衣）、ナツキ（千葉紗子）、ミコト（清水愛）                                             | 「乙女はDO MY BESTでしょ? 2007ver.」                                                                                    | OVA『舞-乙HiME Zwei』第4巻エンディングテーマ                                       |
| 12月5日 | 舞-乙HiME Zwei ヴォーカルベストミニアルバム 舞夢                               | 舞衣（中原麻衣）、ナツキ（千葉紗子）、ミコト（清水愛） | 「乙女はDO MY BESTでしょ? 姫ver.」                                                                                      | OVA『舞-乙HiME Zwei』関連曲                                                        |
| 2008年 |                                                                                | | |                                                                                    |
| 2月6日 | ご愁傷さま二ノ宮くん キャラクター・ソング・アルバム〜お色気パワーアップ!〜     | 綾川日奈子（明坂聡美）、霧島しのぶ（千葉紗子）、奥城いろり（綱掛裕美）                                                                                       | 「Love&Luck」 | テレビアニメ『ご愁傷さま二ノ宮くん』関連曲                                         |
| 2月6日 | ご愁傷さま二ノ宮くん キャラクター・ソング・アルバム〜お色気パワーアップ!〜     | ぽんぽんズ | 「ふれふれっぽんぽん!」                                                                                                 | テレビアニメ『ご愁傷さま二ノ宮くん』関連曲                                         |
| 3月 | シュラキ〜朱羅姫〜 オリジナルドラマCD 第4話                                    | ニーダ・シュトリッヒ（千葉紗子） | 「Anfang」 | ドラマCD『シュラキ〜朱羅姫〜』関連曲                                               |
| 3月5日 | ドラゴノーツ ドラマ&キャラクターソング vol.4                                   | カズキ（柿原徹也）、ウィドー（千葉紗子） | 「Fragments」 | テレビアニメ『ドラゴノーツ -ザ・レゾナンス-』関連曲                                |
| 3月26日 | 「ロザリオとバンパイア」キャラクターソング5 橙条瑠妃                           | 橙条瑠妃（千葉紗子） | 「友達だよ…」 | テレビアニメ『ロザリオとバンパイア』挿入歌                                         |
| 3月26日 | 「ロザリオとバンパイア」キャラクターソング5 橙条瑠妃                           | 橙条瑠妃（千葉紗子） | 「話しかけたかった」 | テレビアニメ『ロザリオとバンパイア』関連曲                                         |
| 3月26日 | 「ロザリオとバンパイア」キャラクターソング6 ザ・かぷっちゅ                     | ザ・かぷっちゅ | 「冷たいロザリオ」 | テレビアニメ『ロザリオとバンパイア』挿入歌                                         |
| 3月26日 | 「ロザリオとバンパイア」キャラクターソング6 ザ・かぷっちゅ                     | ザ・かぷっちゅ | 「時の河を越えて」 | テレビアニメ『ロザリオとバンパイア CAPU2』挿入歌                                   |
| 10月8日 | ストライクウィッチーズ エンディング・テーマ コンプリート・コレクション         | 宮藤芳佳（福圓美里）、坂本美緒（千葉紗子） | 「ブックマーク ア・ヘッド Type-1」                                                                                      | テレビアニメ『ストライクウィッチーズ』エンディングテーマ                           |
| 10月8日 | ストライクウィッチーズ エンディング・テーマ コンプリート・コレクション         | ミーナ（田中理恵）、坂本美緒（千葉紗子） | 「ブックマーク ア・ヘッド Type-7」                                                                                      | テレビアニメ『ストライクウィッチーズ』エンディングテーマ                           |
| 10月8日 | ストライクウィッチーズ エンディング・テーマ コンプリート・コレクション         | 坂本美緒（千葉紗子）、ペリーヌ（沢城みゆき） | 「ブックマーク ア・ヘッド Type-10」                                                                                     | テレビアニメ『ストライクウィッチーズ』エンディングテーマ                           |
| 10月8日 | ストライクウィッチーズ エンディング・テーマ コンプリート・コレクション         | ストライクウィッチーズ（福圓美里、千葉紗子、名塚佳織、沢城みゆき、田中理恵、園崎未恵、野川さくら、斎藤千和、小清水亜美、門脇舞以、仲井絵里香）               | 「ブックマーク ア・ヘッド Type-11」                                                                                     | テレビアニメ『ストライクウィッチーズ』エンディングテーマ                           |
| 11月26日 | 「ロザリオとバンパイア CAPU2」キャラクターソング6 橙条瑠妃                     | 橙条瑠妃（千葉紗子） | 「オレンジの帰り道」 | テレビアニメ『ロザリオとバンパイア CAPU2』挿入歌                                   |
| 11月26日 | 「ロザリオとバンパイア CAPU2」キャラクターソング6 橙条瑠妃                     | 橙条瑠妃（千葉紗子） | 「深呼吸して」 | テレビアニメ『ロザリオとバンパイア CAPU2』関連曲                                   |
| 11月26日 | 「ロザリオとバンパイア CAPU2」キャラクターソング7 ザ・かぷっちゅ/謎こうもり    | ザ・かぷっちゅ | 「Shalala -私にくれた物-」                                                                                              | テレビアニメ『ロザリオとバンパイア CAPU2』挿入歌                                   |
| 12月25日 | 苺すぷらっしゅ                                                                 | 伊藤伸恵（生天目仁美）、伊藤千佳（千葉紗子）、松岡美羽（折笠富美子）、桜木茉莉（川澄綾子）、アナ（能登麻美子）                                               | 「苺すぷらっしゅ」 | OVA『苺ましまろ encore』オープニングテーマ                                         |
| 2009年 |                                                                                | | |                                                                                    |
| 3月18日 | ストライクウィッチーズ 秘め歌コレクション1 宮藤芳佳&坂本美緒                   | 坂本美緒（千葉紗子） | 「falcon eyes」 「ブックマーク ア・ヘッド」                                                                             | テレビアニメ『ストライクウィッチーズ』関連曲                                       |
| 3月18日 | ストライクウィッチーズ 秘め歌コレクション1 宮藤芳佳&坂本美緒                   | 宮藤芳佳（福圓美里）、坂本美緒（千葉紗子） | 「プリズマティック主義」 「旅愁」                                                                                       | テレビアニメ『ストライクウィッチーズ』関連曲                                       |
| 7月23日 | みなみけ きゃらくたーそんぐべすとあるばむ                                      | 速水（千葉紗子） | 「オモシロックオン！」                                                                                                  | テレビアニメ『みなみけ』関連曲                                                     |
| 8月5日 | しゅごキャラ! キャラクターソングコレクション2                                  | あむ（伊藤かな恵）with ガーディアン（高木礼子、千葉紗子、中村知子、矢作紗友里）                                                                              | 「カラフルハートビート」                                                                                                | テレビアニメ『しゅごキャラ!』関連曲                                                |
| 8月5日 | しゅごキャラ! キャラクターソングコレクション2                                  | 藤咲なでしこ（千葉紗子） | 「花手紙」 | テレビアニメ『しゅごキャラ!!! どっきどき』第7話挿入歌                              |
| 9月25日 | COMPILATION〜少女たちの絆〜                                                    | アリカ（菊地美香）、ニナ（小清水亜美）、マシロ（ゆかな）、舞衣（中原麻衣）、ナツキ（千葉紗子）、ミコト（清水愛）                                             | 「乙女はDO MY BESTでしょ? 2007ver.」                                                                                    | OVA『舞-乙HiME Zwei』第4巻エンディングテーマ                                       |
| 2010年 |                                                                                | | |                                                                                    |
| 3月17日 | private wing                                                                   | 坂本美緒（千葉紗子）、竹井醇子（浅野真澄） | 「ブックマーク ア・ヘッド」                                                                                             | ゲーム『ストライクウィッチーズ -蒼空の電撃戦 新隊長 奮闘する!-』エンディングテーマ |
| 2011年 |                                                                                | | |                                                                                    |
| 6月 | CR戦国乙女 Original Sound Track                                                | 徳川イエヤス（千葉紗子） | 「戦国乙女（イエヤスVer.）」 「剣戟乱舞（イエヤスVer.）」 「見果てぬ夢（イエヤスVer.）」 「ぷれぜんと」                 | パチンコ『CR戦国乙女』関連曲                                                       |
| 2013年 |                                                                                | | |                                                                                    |
| 4月24日 | みなみけ ただいま キャラクターソングアルバム「みなみけのみなうた」             | みなみけのみなさん | 「みなうた」 | テレビアニメ『みなみけ ただいま』関連曲                                            |
| 4月24日 | みなみけ ただいま キャラクターソングアルバム「みなみけのみなうた」             | 速水（千葉紗子） | 「KAIGAN!」 | テレビアニメ『みなみけ ただいま』関連曲                                            |
| 5月21日 | CR戦国乙女3〜乱〜 ORIGINAL SOUND TRACK                                         | 徳川イエヤス（千葉紗子）、今川ヨシモト（山本麻里安）、大友ソウリン（加藤英美里）、毛利モトナリ（能登麻美子）、長宗我部モトチカ（井上麻里奈）                 | 「君がいた風に」 | パチンコ『CR戦国乙女3〜乱〜』関連曲                                                |
| 2015年 |                                                                                | | |                                                                                    |
| 12月29日 | 熱響!乙女フェスティバル ファン大感謝祭LIVE ORIGINAL SOUND TRACK                | PERFECT ANGEL | 「果てない夢」 「Jump!!」 「Fate」                                                                                      | パチンコ『熱響!乙女フェスティバル ファン大感謝祭LIVE』関連曲                       |
| 2016年 |                                                                                | | |                                                                                    |
| 10月23日 | CR戦国乙女〜花〜 ORIGINAL SOUND TRACK                                          | 徳川イエヤス（千葉紗子）、今川ヨシモト（山本麻里安）、千リキュウ（堀江由衣）                                                                                 | 「もっと、ずっと、ぎゅっと」                                                                                            | パチンコ『CR戦国乙女〜花〜』関連曲                                                 |
| 2017年 |                                                                                | | |                                                                                    |
| | 戦国乙女 MUSIC SELECTION                                                       | 徳川イエヤス（千葉紗子）、今川ヨシモト（山本麻里安）、大友ソウリン（加藤英美里）、毛利モトナリ（能登麻美子）、長宗我部モトチカ（井上麻里奈）                 | 「TOUGH & CUTE!!」 | パチスロ『戦国乙女』関連曲                                                         |
| 徳川イエヤス（千葉紗子）、今川ヨシモト（山本麻里安） | 戦国乙女 MUSIC SELECTION                                                       | 「色褪せないStarry Sky」 | | パチスロ『戦国乙女』関連曲                                                         |
| 2018年 |                                                                                | | |                                                                                    |
| | 乙女マスターズ 空を翔る白き軌跡 ORIGINAL SONG DISC                             | 足利ヨシテル（小清水亜美）、徳川イエヤス（千葉紗子）、大友ソウリン（加藤英美里）                                                                             | 「JUMPING UP」 | パチスロ『乙女マスターズ 空を翔る白き軌跡』関連曲                                  |
| | 戦国乙女5 10th Anniversary ORIGINAL SOUNDTRACK                                 | 織田ノブナガ（小松未可子）、徳川イエヤス（千葉紗子） | 「Re:剣戟乱舞」 | パチンコ『CR戦国乙女5 10th Anniversary』関連曲                                     |
| 織田ノブナガ（小松未可子）、豊臣ヒデヨシ（新名彩乃）、徳川イエヤス（千葉紗子） | 戦国乙女5 10th Anniversary ORIGINAL SOUNDTRACK                                 | 「日本晴レ」 | | パチンコ『CR戦国乙女5 10th Anniversary』関連曲                                     |
| 豊臣ヒデヨシ（新名彩乃）、上杉ケンシン（植田佳奈）、徳川イエヤス（千葉紗子）、今川ヨシモト（山本麻里安）、武田シンゲン（高橋美佳子）、伊達マサムネ（中原麻衣）、織田ノブナガ（小松未可子）、明智ミツヒデ（釘宮理恵） | 戦国乙女5 10th Anniversary ORIGINAL SOUNDTRACK                                 | 「10回目のありがとう」 | | パチンコ『CR戦国乙女5 10th Anniversary』関連曲                                     |

### その他参加楽曲
| 発売日         | 商品名                                                            | 歌 | 楽曲                                      | 備考                                             |
| -------------- | ----------------------------------------------------------------- | --- | ----------------------------------------- | ------------------------------------------------ |
| 1996年3月6日   | 男なら                                                            | FEEL | 「男なら」                                | SS用ゲームソフト『おまかせ！退魔業』主題歌       |
| 1996年3月6日   | 男なら                                                            | FEEL | 「夢のような日々」                        |                                                  |
| 1999年12月18日 | アランドラ2 Original Soundtrack                                   | 千葉紗子 | 「こんなクラゲに誰がした？」              | PS用ゲームソフト『アランドラ2 魔進化の謎』挿入歌 |
| 2002年2月20日  | メモオフ・ファーストコンサートALBUM〜表も裏も完全ノーカット版！〜 | 間島淳司、山本麻里安、那須めぐみ、田村ゆかり、浅野るり、河合久美、利田優子、水樹奈々、菊池志穂、池澤春菜、仲西環、千葉紗子、南里侑香、小尾元政、REMI、KAORI           | 「MEMORIE I・N・G（Live）」               | ゲーム『Memories Offシリーズ』関連曲             |
| 2003年9月26日  | ACCESS! produced by RADIOアニメロミックス                         | 高橋直純、千葉紗子、望月久代 | 「ACCESS!」                               | ラジオ番組『RADIOアニメロミックス』主題歌        |
| 2003年9月26日  | ACCESS! produced by RADIOアニメロミックス                         | 千葉紗子 | 「ACCESS!（Only Saeko）」                 |                                                  |
| 2003年10月24日 | V-station THE BEST                                                | Vsixteen | 「Free Hand」                             |                                                  |
| 2014年8月27日  | 瞳でEle-phant!                                                    | 愛河里花子、新居昭乃、飯塚雅弓、金月真美、小林由美子、コミネリサ、サエキトモ、坂本真綾、新谷良子、千菅春香、千葉紗子、POARO、松本梨香、三重野瞳、水野愛日、山本麻里安 | 「瞳 Fall in Love〜20周年記念バージョン」 |                                                  |

## その他
- ブログ本「Happydays」（2006年、幻冬舎）